# Sid Abel

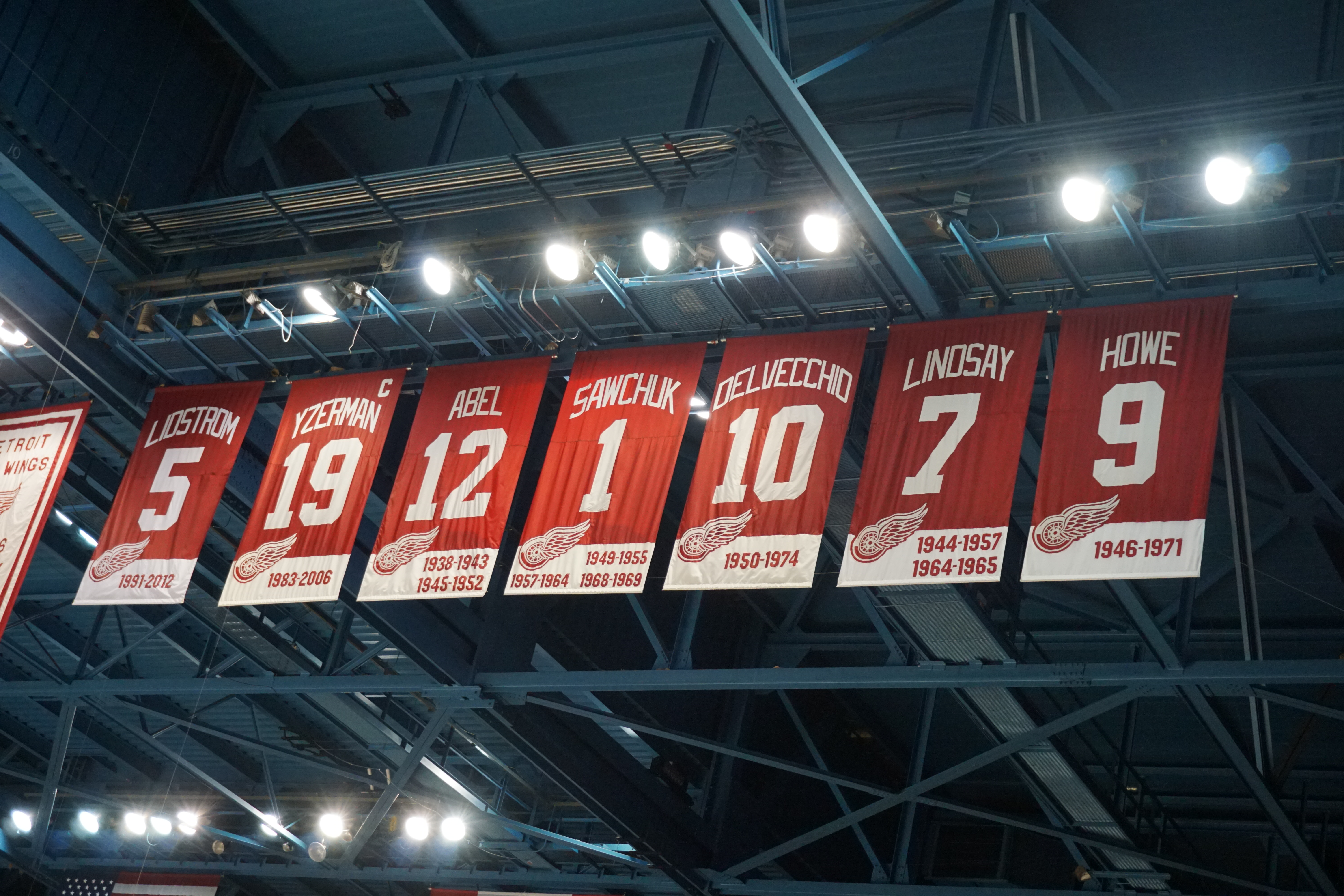
Sid Abels #12 i taket i Joe Louis Arena.

Sidney Gerald Abel, född 22 februari 1918 i Melville, Saskatchewan, död 9 februari 2000, var en kanadensisk professionell ishockeyspelare och tränare i den nordamerikanska hockeyligan NHL. Abel rönte stora framgångar som spelare för Detroit Red Wings med vilka han vann tre Stanley Cup 1943, 1950 och 1952. I Detroit var han en del av den berömda kedjan "Production Line" med Ted Lindsay och Gordie Howe. Han valdes in i Hockey Hall of Fame 1969.

## Spelare och tränare
Sid Abel vann Hart Trophy som ligans mest värdefulle spelare säsongen 1948–49. Säsongen 1952–53 bytte Red Wings bort Abel till Chicago Black Hawks där han fungerade som spelande tränare i två säsonger. 
Från säsongen 1957–58 till och med 1969–70 var Abel tränare för Detroit Red Wings. Han förlorade fyra Stanley Cup-finaler som tränare för Red Wings, 1961 och 1966 mot Montreal Canadiens samt 1963 och 1964 mot Toronto Maple Leafs.
Säsongen 1971–72 tränade Abel St. Louis Blues i 11 matcher och säsongen 1975–76 tränade han Kansas City Scouts i tre matcher.

## Familj
Abels son Gerry Abel spelade en match i NHL för Detroit Red Wings säsongen 1966–67. Hans barnbarn Brent Johnson är målvakt i Pittsburgh Penguins.

## Meriter
- Stanley Cup – 1943, 1950, 1952
- Hart Trophy – 1949
- NHL First All-Star Team – 1949, 1950
- NHL Second All-Star Team – 1942, 1951
- Invald i Hockey Hall of Fame 1969
- Abels tröja #12 pensionerad av Detroit Red Wings

## Statistik
| 1938–39    | Pittsburgh Hornets    | IAHL       | 41  | 21  | 24  | 45  | 27  | —  | —  | —  | —  | —  |
| 1938–39    | Detroit Red Wings     | NHL        | 15  | 1   | 1   | 2   | 0   | 3  | 1  | 1  | 2  | 2  |
| 1939–40    | Indianapolis Capitals | IAHL       | 21  | 7   | 11  | 18  | 10  | —  | —  | —  | —  | —  |
| 1939–40    | Detroit Red Wings     | NHL        | 21  | 1   | 5   | 6   | 4   | 5  | 0  | 3  | 3  | 21 |
| 1940–41    | Detroit Red Wings     | NHL        | 47  | 11  | 22  | 33  | 29  | 9  | 2  | 2  | 4  | 2  |
| 1941–42    | Detroit Red Wings     | NHL        | 48  | 18  | 31  | 49  | 45  | 12 | 4  | 2  | 6  | 8  |
| 1942–43    | Detroit Red Wings     | NHL        | 49  | 18  | 24  | 42  | 33  | 10 | 5  | 8  | 13 | 4  |
| 1944–45    | Lachine Rapides       | QPHL       | 2   | 2   | 2   | 4   | 2   | —  | —  | —  | —  | —  |
| 1945–46    | Detroit Red Wings     | NHL        | 7   | 0   | 2   | 2   | 0   | 3  | 0  | 0  | 0  | 0  |
| 1946–47    | Detroit Red Wings     | NHL        | 60  | 19  | 29  | 48  | 29  | 3  | 1  | 1  | 2  | 2  |
| 1947–48    | Detroit Red Wings     | NHL        | 60  | 14  | 30  | 44  | 69  | 10 | 0  | 3  | 3  | 16 |
| 1948–49    | Detroit Red Wings     | NHL        | 60  | 28  | 26  | 54  | 49  | 11 | 3  | 3  | 6  | 6  |
| 1949–50    | Detroit Red Wings     | NHL        | 69  | 34  | 35  | 69  | 46  | 14 | 6  | 2  | 8  | 6  |
| 1950–51    | Detroit Red Wings     | NHL        | 69  | 23  | 38  | 61  | 30  | 6  | 4  | 3  | 7  | 0  |
| 1951–52    | Detroit Red Wings     | NHL        | 62  | 17  | 36  | 53  | 32  | 7  | 2  | 2  | 4  | 12 |
| 1952–53    | Chicago Black Hawks   | NHL        | 39  | 5   | 4   | 9   | 6   | 1  | 0  | 0  | 0  | 0  |
| 1953–54    | Chicago Black Hawks   | NHL        | 3   | 0   | 0   | 0   | 4   | —  | —  | —  | —  | —  |
| NHL totalt | NHL totalt            | NHL totalt | 612 | 189 | 283 | 472 | 376 | 94 | 28 | 30 | 58 | 79 |